# Goethestraße 57 (Magdeburg)

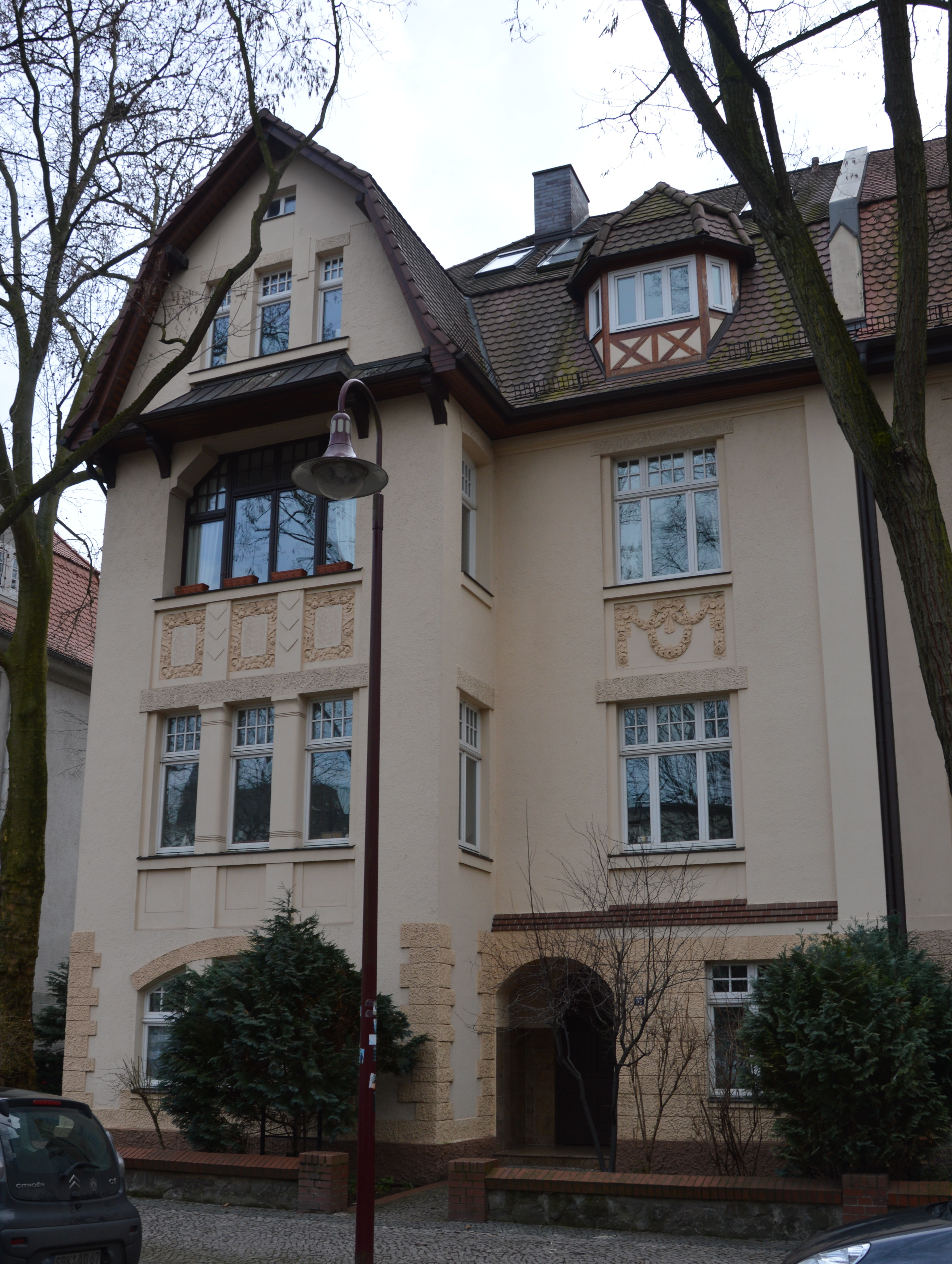
Goethestraße 57

Das Gebäude Goethestraße 57 ist ein denkmalgeschütztes Wohnhaus in Magdeburg in Sachsen-Anhalt.

## Lage
Es befindet sich auf der Südseite der Goethestraße im Magdeburger Stadtteil Stadtfeld Ost. Westlich grenzt das gleichfalls denkmalgeschützte Haus Goethestraße 56 an.

## Architektur und Geschichte
Der zweieinhalbgeschossige verputzte Bau wurde im Jahr 1909 im Jugendstil errichtet. Bauherr des vom Architekten Peter Schneider gebauten Hauses war der Maurermeister Reinhold Radisch. Vor der östlichen Hälfte der Fassade besteht ein Kastenrisalit, der von einem mit einem Mansarddach bedecktem Zwerchhaus bekrönt wird. Das Gebäude ruht auf einem hohen Souterrain. Die Fassade ist zurückhaltend in Formen des späten Jugendstils mit Girlandendekor verziert.
Im örtlichen Denkmalverzeichnis ist das Wohnhaus unter der Erfassungsnummer 094 76701 als Baudenkmal verzeichnet.
Das Haus gehört gemeinsam mit den benachbarten Häusern Goethestraße 55, 56 und 58 zu einer weitgehend geschlossen erhaltenen Häuserzeile nahe dem östlichen Ende der Goethestraße.